# Perchtoldsdorf
Perchtoldsdorf (tiếng Đức: [ˈpɛʁçtɔlt͡sdɔʁf] ⓘ; thông tục gọi là Petersdorf) là một thị trấn buôn bán thuộc huyện Mödling, bang Hạ Áo, Áo. Thị trấn nổi tiếng chủ yếu nhờ nghề làm rượu vang.

## Địa lý

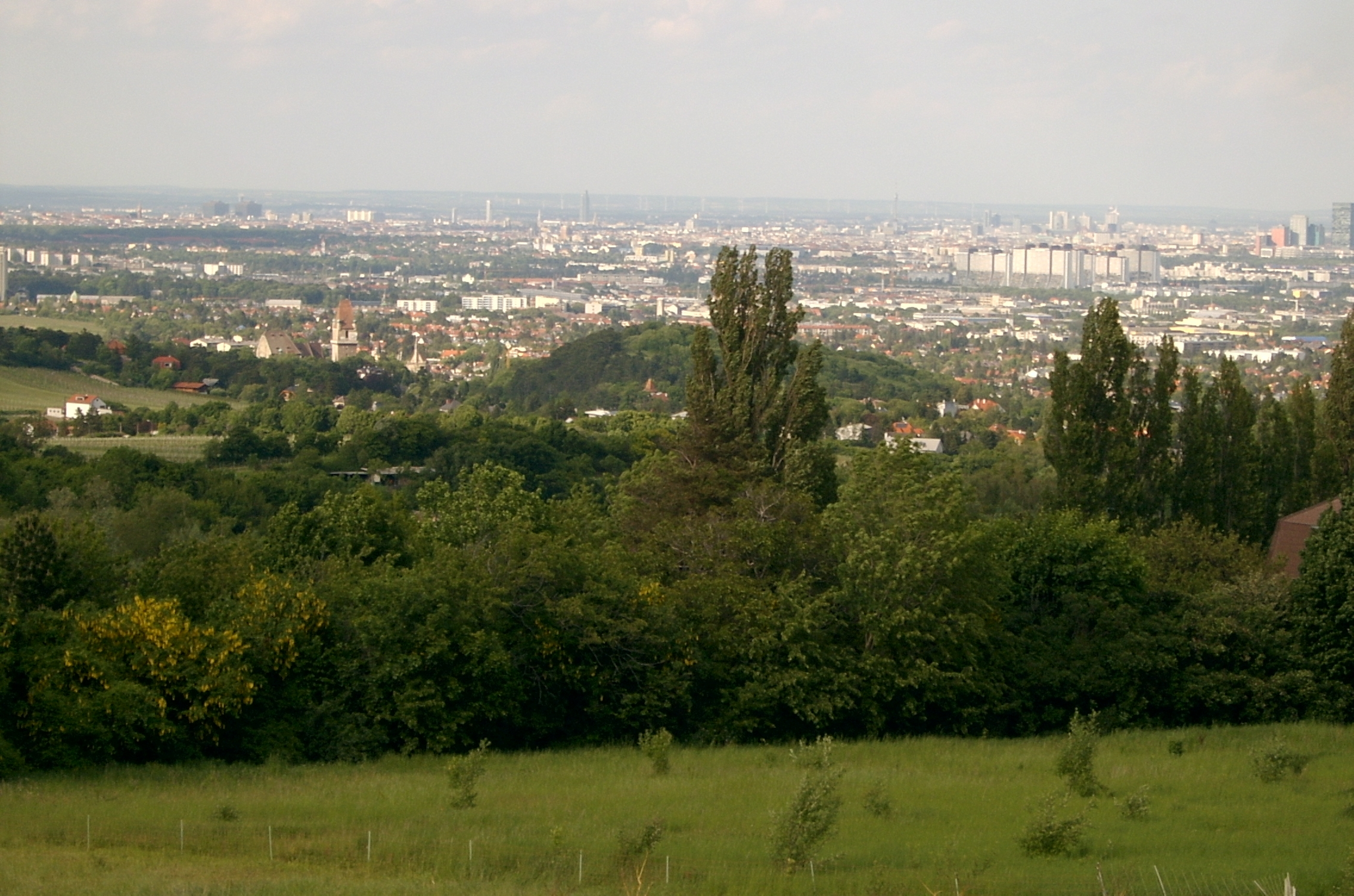
Nhìn qua Perchtoldsdorf đến Lưu vực Vienna

Thị trấn nằm ngay sát ranh giới thành phố Vienna, phía nam quận Liesing và cách trung tâm thành phố khoảng 16 kilômét (9,9 mi) về phía tây nam. Phần phía tây của khu vực đô thị giáp dãy núi Rừng Vienna.
Với dân số 14.614 người (tính đến  năm 2012), Perchtoldsdorf là đô thị lớn thứ hai của huyện, sau trung tâm hành chính Mödling. Thị trấn có tuyến S-Bahn Vienna phục vụ và cũng có thể đến bằng xe buýt và xe điện do công ty giao thông công cộng Wiener Linien vận hành.

## Lịch sử
Khu vực này từng là một vùng bờ biển của biển Paratethys trong kỷ Miocen, được chứng thực bởi nhiều hóa thạch sinh vật biển. Các công trình vòng tròn thời đồ đá mới ở Trung Âu cho thấy đồng bằng này đã được cư trú liên tục từ khoảng 6000 TCN. 

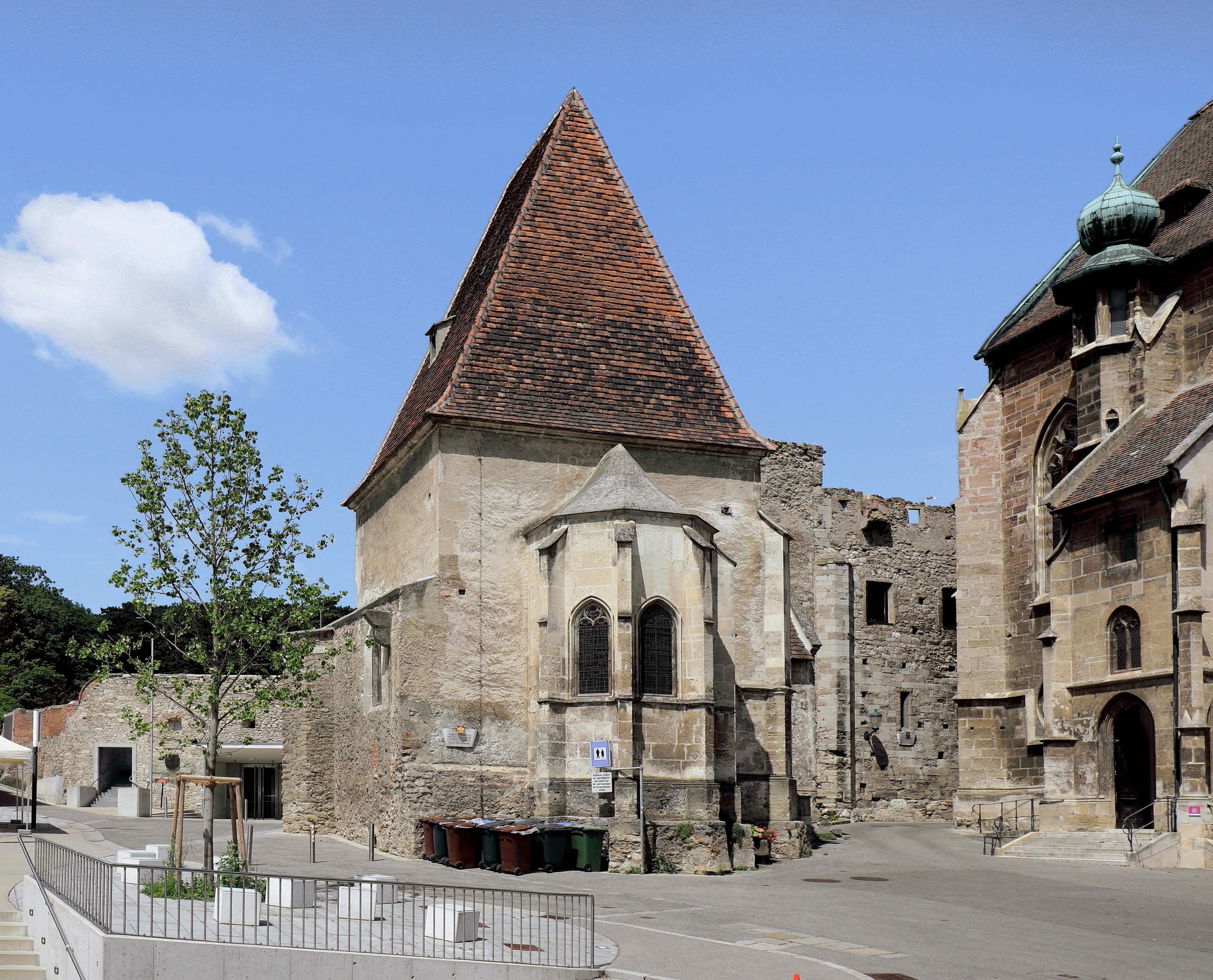
Lâu đài Perchtoldsdorf

Lâu đài Perchtoldsdorf có lẽ được xây dựng trước năm 1000, là một phần của chuỗi công sự dọc rìa phía đông Rừng Vienna. Một lãnh chúa tên Heinricus de Pertoldesdorf được nhắc đến trong văn kiện năm 1138, dưới thời Nhà Babenberg, khi khu vực thuộc Hầu quốc Áo. Các hầu tước Babenberg có nhiệm vụ bảo vệ vùng lãnh thổ mới chinh phục khỏi người Hungary vừa bị đánh bật, thay mặt cho các hoàng đế Ottonian và Salian. Các chư hầu Perchtoldsdorf tiếp tục cai trị từ lâu đài ngay cả khi nhà Babenberg tuyệt tự năm 1246.
Sau cái chết của Otto von Perchtoldsdorf năm 1286, quyền kiểm soát chuyển sang Nhà Habsburg, những người cai trị không tranh cãi đối với Công quốc Áo từ sau Trận Marchfeld năm 1278. Trong giai đoạn trung cổ muộn này, khu định cư được trao quyền thị trấn buôn bán và Lâu đài Perchtoldsdorf được sử dụng như nơi ở wittum cho các quả phụ công tước của nhà Habsburg, trong đó có Beatrice của Hohenzollern, vợ góa của Công tước Albert III, Công tước Áo. Nữ công tước Beatrice đã xây dựng một bệnh viện năm 1407 (nay đã bị phá hủy) và một nhà thờ đi kèm hiện vẫn còn tồn tại.

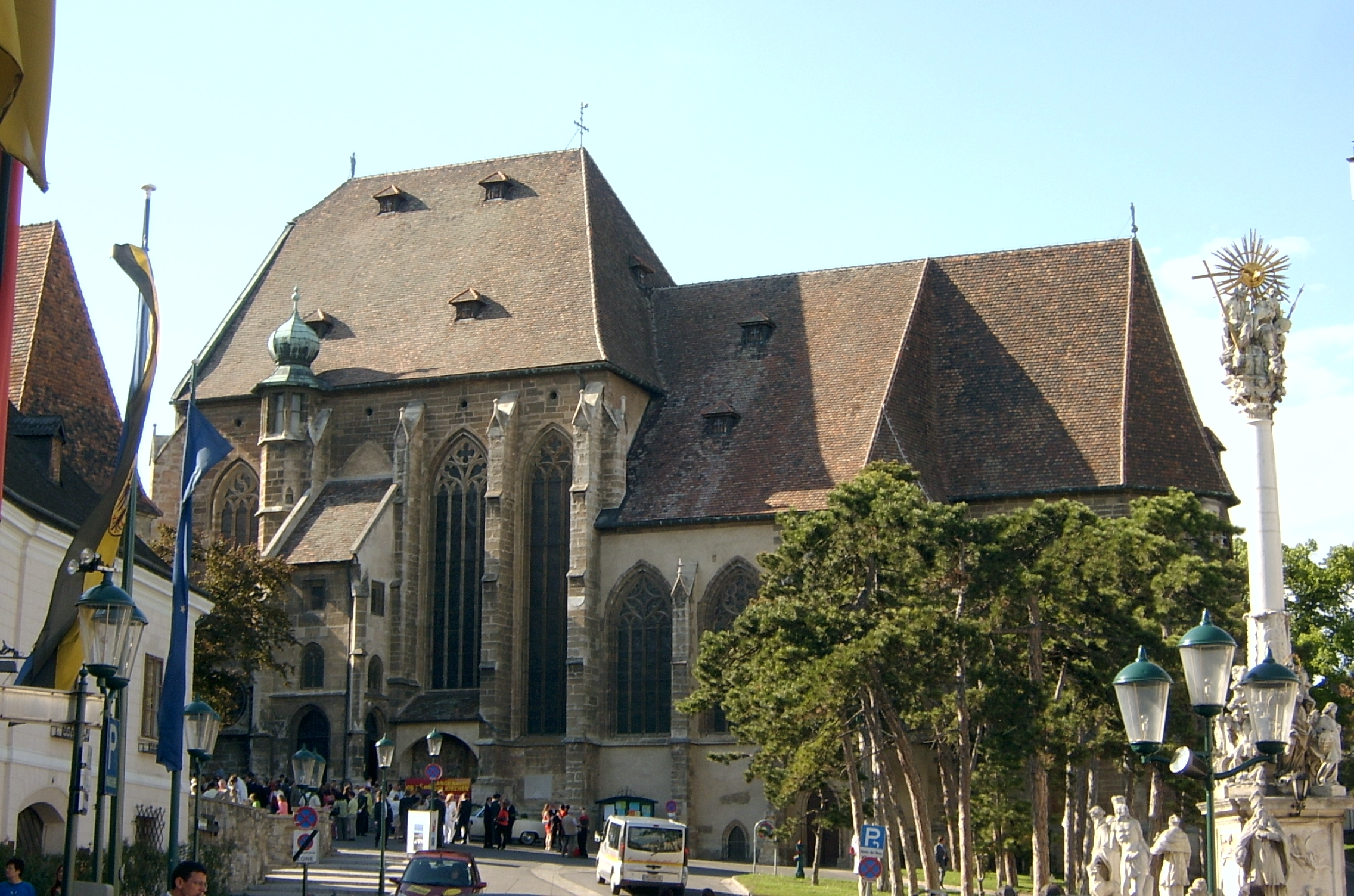
Thánh Augustinô Church

Xung đột giữa Hoàng đế Frederick III và em trai ông, Đại công tước Albert VI của Áo, đã mở ra một thời kỳ bất ổn trong khu vực. Năm 1446, nhiều ngôi nhà trong thị trấn bị thiêu rụi trong cuộc xâm lược của nhiếp chính Hungary John Hunyadi. Trong thời gian này, lâu đài bị chiếm đóng bởi nhiều lực lượng đối địch, bao gồm cả lính đánh thuê của vua Matthias Corvinus từ năm 1477 cho đến khoảng 1490, khi con trai Frederick là vua Maximilian I khôi phục quyền kiểm soát của Habsburg đối với khu vực. Thời kỳ hỗn loạn này đã gián đoạn việc xây dựng tháp canh (Wehrturm), công trình tiêu biểu của thị trấn với chiều cao 60 mét (200 ft), bắt đầu từ năm 1450 và hoàn thành khoảng năm 1521. Tháp và các công sự khác đã giúp thành phố phòng thủ thành công trước Quân đội Ottoman dưới quyền Suleiman Đại đế trong Cuộc vây hãm Vienna 1529, trong khi khu vực xung quanh bị tàn phá.
Một cuộc tấn công khác của Ottoman trong cuộc vây hãm thứ hai vào tháng 7 năm 1683 đã phá hủy thị trấn và dẫn đến một vụ thảm sát. Người Ottoman đã bội ước sau khi thành phố đầu hàng và chìa khóa đã được trao. Khi chỉ huy phòng thủ Vienna, Bá tước Ernst Rüdiger von Starhemberg, nghe tin về sự tàn phá sau đầu hàng của Perchtoldsdorf, ông quyết định không thể tin tưởng vào lời đề nghị đầu hàng tương tự từ chỉ huy Ottoman Kara Mustafa Pasha để đầu hàng Vienna.
Năm 1842, Perchtoldsdorf được kết nối với tuyến Đường sắt Nam Áo đến Wiener Neustadt, sau đó thị trấn trở thành điểm đến du lịch cho các kỳ nghỉ và tham quan khu vực Rừng Vienna lân cận. Thị trấn cũng tiếp tục truyền thống lâu đời về trồng nho và sản xuất rượu vang như sản phẩm nông nghiệp chủ yếu.

## Truyền thông
Bộ phim màu dài đầu tiên The Miracle được quay một phần tại và xung quanh nhà thờ giáo xứ vào tháng 10 năm 1912.

## Chính trị

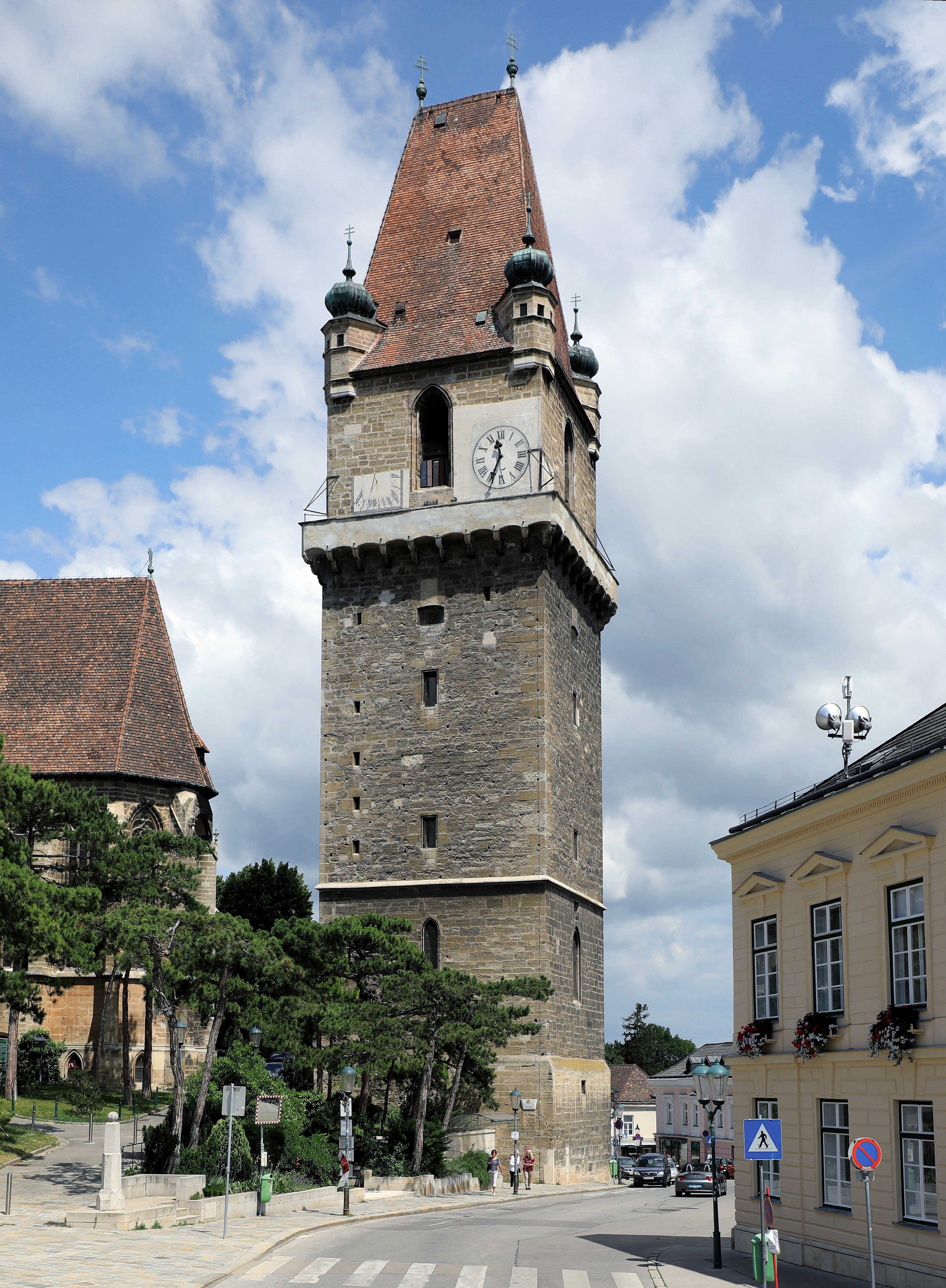
Tháp phòng thủ

Số ghế trong hội đồng đô thị (Gemeinderat) tính đến  năm 2010 bầu cử:
- Đảng Nhân dân Áo (ÖVP): 24
- Đảng Dân chủ Xã hội Áo (SPÖ): 6
- Đảng Xanh: 4
- Đảng Tự do Áo (FPÖ): 2
- Danh sách công dân Perchtoldsdorf (PBL): 1

### Thành phố kết nghĩa
Perchtoldsdorf là thành phố kết nghĩa với:
- Donauwörth, Đức (từ năm 1973)

## Nhân vật đáng chú ý

### Sinh ra tại Perchtoldsdorf
- Tilly Bébé (1879–1932), người thuần dưỡng sư tử và nghệ sĩ xiếc[3]
- Friedrich Eckstein (1861–1939), học giả đa ngành và nhà thần học
- Alfred Merz (1880–1925), nhà địa lý và hải dương học
- Oswald Tschirtner (1920–2007), nghệ sĩ

### Cư dân nổi bật
- Ludwig Derleth (1870–1948), nhà thơ, sống ở Perchtoldsdorf từ 1927–1935
- Hans Fronius (1903–1988), họa sĩ và họa sĩ minh họa, sống ở Perchtoldsdorf từ 1916
- Josef Hyrtl (1810–1894), nhà giải phẫu học, sống ở Perchtoldsdorf từ 1869
- Siegfried Ludwig (1926–2013), chính trị gia và thống đốc Hạ Áo, Thị trưởng Perchtoldsdorf
- Johann Siegmund Popowitsch (1705–1774), nhà ngôn ngữ học và khoa học tự nhiên
- Franz Viehböck (sinh 1960), kỹ sư điện và phi hành gia đầu tiên của Áo, sống ở Perchtoldsdorf trong nhiều thập kỷ
- Hugo Wolf (1860–1903), nhà soạn nhạc, sống ở Perchtoldsdorf trong những năm cuối đời, cũng như nhà soạn nhạc Franz Schmidt (1874–1939)
- Idan Raichel (1977-), nhà soạn nhạc, nhà sản xuất và nhạc sĩ thế giới